# Eva Hart
Eva Miriam Hart MBE (* 31. Januar 1905 in Ilford, Essex; † 14. Februar 1996 in London) war eine Überlebende des Untergangs der Titanic am 15. April 1912. Sie gehörte zu den letzten Überlebenden des Schiffsunglücks und galt vor ihrem Tod als letzte Überlebende, die sich daran erinnern konnte.

## Leben
Eva Hart wurde in Ilford, Essex (heute Teil von Greater London, England) als einziges Kind des jüdischen Ehepaares Benjamin Hart und Esther Hart (geb. Blomfield) geboren. Ihre Mutter hatte in einer früheren Ehe bereits mehrere Kinder geboren, die alle jung gestorben waren. Eva Hart besuchte das St. Mary’s Convent (heute St. Mary’s Hare Park) in Gidea Park, London.

### Fahrt mit derTitanic

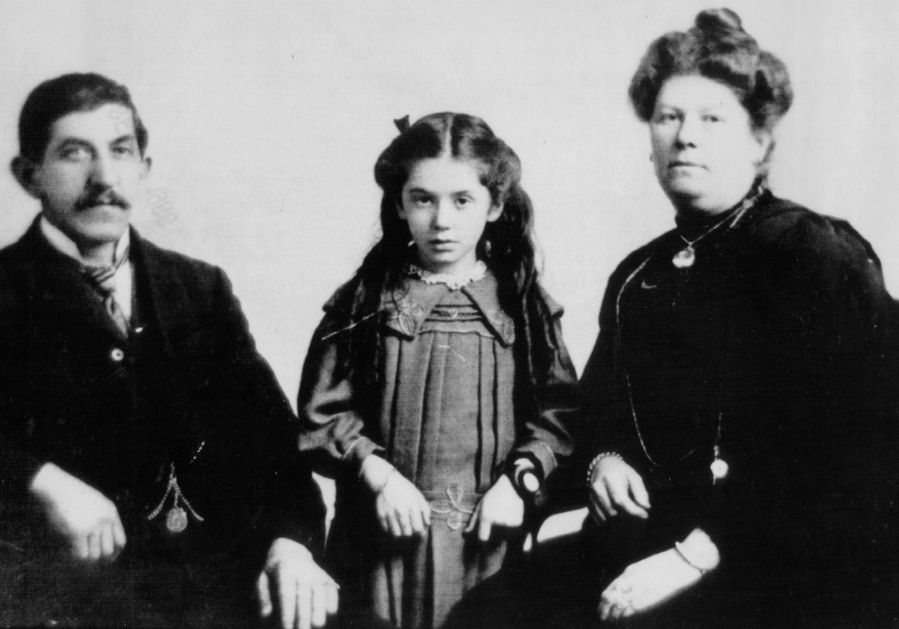
Evas Vater Benjamin, der beim Untergang der Titanic ums Leben kam, Eva und ihre Mutter Esther

1912 entschied sich Benjamin Hart, mit seiner Familie ins kanadische Winnipeg auszuwandern. Eva Hart war sieben Jahre alt, als die Harts am 10. April 1912 im englischen Southampton als Passagiere der Zweiten Klasse an Bord der Titanic gingen. Ursprünglich hatten sie eine Überfahrt mit einem Schiff namens Philadelphia gebucht, dieses konnte jedoch wegen eines vorangegangenen Kohlestreiks in Southampton nicht fahren und viele Passagiere wurden auf die Titanic umgebucht. Harts Mutter war fast von Anfang an sehr besorgt über die Titanic und befürchtete, dass sich ein Unglück ereignen könnte. Ein Schiff als unsinkbar zu bezeichnen bedeutete nach ihrer Ansicht, das Schicksal herauszufordern. Wegen ihrer Ängste schlief Esther Hart nur tagsüber und wachte nachts vollständig bekleidet in der Kabine der Familie.
Als die Titanic am 14. April um 23:40 Uhr mit einem Eisberg zusammenstieß, schlief Eva Hart. Ihre Mutter war jedoch wach und spürte einen leichten Stoß. Sie weckte sofort ihren Mann, der die Kabine verließ, um herauszufinden, was geschehen war. Als er wiederkam, berichtete er Esther und Eva von der Kollision und brachte Eva, in eine Decke gewickelt, auf das Deck, wo sich die Rettungsboote befanden. Er setzte seine Frau und seine Tochter in Rettungsboot 14 und sagte zu Eva: „Halte Mamas Hand und sei ein braves Mädchen.“ Dies waren seine letzten Worte an Eva und das war das letzte Mal, dass Eva ihren Vater sah.
Eva Hart und ihre Mutter wurden vom Rettungsschiff Carpathia aufgenommen und kamen am 18. April in New York City an. Evas Vater kam ums Leben, sein Leichnam wurde niemals identifiziert.

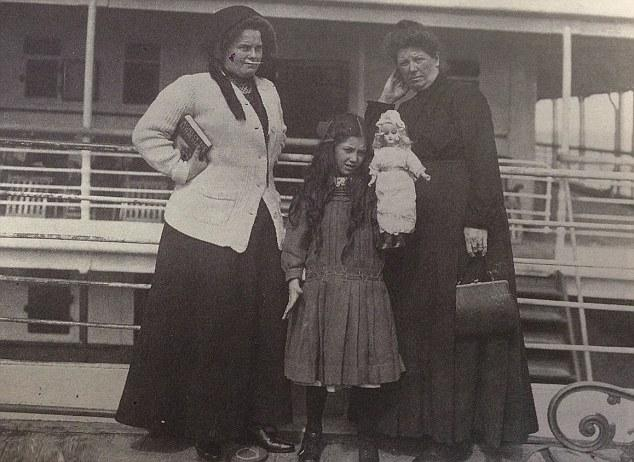
Eva und Esther Hart (Mitte und rechts) mit einer unbekannten Frau bei ihrer Ankunft in Großbritannien nach dem Untergang der Titanic.

Kurz nach ihrer Ankunft in den USA kehrte Eva Hart mit ihrer Mutter nach Großbritannien zurück. Ihre Mutter heiratete später erneut. Als Eva 23 Jahre alt war, starb ihre Mutter. Eva litt unter Albträumen und konfrontierte und überwand ihre Ängste schließlich, indem sie auf einem Passagierschiff nach Singapur und weiter nach Australien reiste.

### Erinnerungen an dieTitanic
Eva Hart, die bei der Fahrt mit der Titanic sieben Jahre alt war, gab später mehrere Interviews, in denen sie sagte, dass sie einige sehr klare Erinnerungen an das Schiff und die Katastrophe habe. In einem Interview im Jahr 1993 beschrieb sie, welche Ängste sie bei der Evakuierung hatte und wie sie die Rufe und das Schreien der Menschen, die noch auf den Decks waren und keinen Platz in den Rettungsbooten fanden, hörte.
Hart erklärte in Interviews auch, dass sie gesehen hatte, wie das Schiff in zwei Teile zerbrach. Die Glaubwürdigkeit dieser Tatsache, die später durch die Entdeckung des Wracks der Titanic bestätigt wurde, war lange öffentlich debattiert worden. In einem Interview mit dem kanadischen Fernsehsender CBC im Jahr 1985 erzählte Hart, wie sie beim Besteigen des Rettungsbootes von ihrer Mutter getrennt wurde, die sie erst am nächsten Tag auf dem Rettungsschiff RMS Carpathia wiederfand, und wie sie die Titanic sinken und in zwei Hälften brechen sah:„I never closed my eyes at all – I saw that ship sink. And I saw that ship break in half.“ („Ich schloss nie meine Augen – ich sah das Schiff sinken. Und ich sah das Schiff in zwei Teile zerbrechen.“)
In einem anderen Interview im Jahr 1993 sagte sie: „Ich sah dieses Schiff sinken. Ich schloss nie meine Augen. Ich schlief nicht eine Sekunde. Ich sah es, ich hörte es, und niemand könnte das jemals vergessen.“ „Ich erinnere mich an die Farben, an die Geräusche, an alles. Meine schlimmste Erinnerung sind die Schreie.“ Noch schlimmer sei jedoch die Stille danach gewesen. „Es schien, als ob alle verschwunden waren, ertrunken, tot, als ob die ganze Welt stillstünde. Da war einfach nichts, nur dieses tödliche, entsetzliche Schweigen in der dunklen Nacht mit den Sternen oben am Himmel.“

### Kritik an den Sicherheitsmaßnahmen derTitanicund an den Bergungsversuchen
Hart war eine der deutlichsten Kritikerinnen der mangelnden Sicherheitsmaßnahmen der Titanic. Sie kritisierte die Reederei White Star Line häufig wegen der zu geringen Zahl von Rettungsbooten auf der Titanic. So sagte sie: „Wenn ein Schiff bombardiert wird, das ist Krieg. Wenn es im Sturm an einen Felsen stößt, das ist Natur. Doch zu sterben, weil es nicht genug Rettungsboote gab, das ist absurd.“ Der offizielle Bericht der British Wreck Commissioner's Inquiry kam jedoch zu dem Schluss, dass zusätzliche Boote die Ereignisse nicht notwendigerweise positiv beeinflusst hätten, da die Crew die Rettungsboote nicht entsprechend ihrer Kapazitäten voll besetzt hatte und auch nicht alle Boote in der vorhandenen Zeit zu Wasser lassen konnte. Zudem hatte die Crew keine Bootsübung gemacht und war im Voraus nicht darüber informiert worden, was im Notfall zu tun sei.

Hart äußerte sich zudem entschieden zur Kontroverse um die Californian, die nur wenige Meilen von der Titanic entfernt war, aber auf Leuchtraketen und Hilferufe nicht reagiert hatte. Hart sagte, dass das Schiff weniger als 10 Meilen (16 km) von der Titanic entfernt war und nicht 19 Meilen (30,5 km), wie man vorher angenommen hatte.  
„Ich sah das Schiff (die Californian). Es war unglaublich nah...Ich sah kein Schiff, das 19 Meilen entfernt war. Ich sah ein Schiff, das so nah war; und damals sagten sie, es sei keine 9 Meilen entfernt gewesen, [aber] jetzt versuchen sie zu behaupten, es seien 19… Ich sah es, wissen Sie, und es waren nicht nur ‚Lichter am Horizont‘, man konnte sehen, dass es ein Schiff war. Und ich sah, wie unsere Leuchtraketen abgeschossen wurde, die dieses Schiff gesehen haben muss. Nun, diese Untersuchung sagt, sie hätten sie gesehen, aber sie hätten nicht gedacht, dass sie ein Zeichen für Gefahr seien. Ich hätte gedacht, dass Leuchtraketen mitten im Atlantik, mitten in der Nacht, bedeuten müssen, dass es Probleme gibt.“

Als 1987 die Bergungsarbeiten am Wrack der Titanic begannen, wies Hart umgehend darauf hin, dass die Titanic ein Friedhof sei und wie ein solcher behandelt werden sollte. Oft bemängelte sie „mangelnde Sensibilität und Gier“ und bezeichnete die Veranstalter von Bergungsexpeditionen als „Glücksritter, Geier, Piraten und Grabräuber.“ Im Dokumentarfilm Titanic: The Complete Story sagte sie: 
„Ich hoffe sehr, dass sie nie versuchen werden, Teile davon zu bergen. Ich hoffe, sie werden daran denken, dass dies ein Grab ist – ein Grab von 1500 Menschen, die niemals hätten sterben sollen, und ich denke nicht, dass man dort hinuntergehen sollte und die Gräber ausrauben sollte, und ich bin sehr dagegen."

### Nach demTitanic-Unglück
Eva Hart arbeitete im Laufe ihres Lebens u. a. als professionelle Sängerin in Australien, für die britische Conservative Party sowie als Richterin in England. Während des Zweiten Weltkriegs organisierte sie als Freiwillige Unterhaltung für die britischen Truppen und verteilte nach den Bombenangriffen auf London Hilfsgüter an die Bevölkerung. Sie war von 1962 bis zu ihrem Tod Mitglied des Clubs Soroptimist International London East und von 1970 bis 1971 Clubpräsidentin.
Hart war bis ins hohe Alter im Zusammenhang mit der Titanic aktiv. 1982 kehrte sie in die USA zurück, um gemeinsam mit anderen Überlebenden des Schiffsunglücks an einem Kongress der Titanic Historical Society anlässlich des 70. Jahrestages des Untergangs der Titanic teilzunehmen. 1987, 1988 und 1992 besuchte sie die Kongresse ebenfalls. 1994 erschien ihre Biografie Shadow of the Titanic – A Survivor's Story, die in Zusammenarbeit mit ihr entstand und die ihre Erlebnisse an Bord der Titanic und die langfristigen Auswirkungen der Schiffskatastrophe beschreibt. Am 15. April 1995, dem 83. Jahrestags der Katastrophe, weihten sie und Edith Brown, eine weitere Überlebende des Schiffsunglücks, den Titanic Memorial Garden mit einer Gedenkplakette auf dem Gelände des Londoner National Maritime Museum ein.
Hart starb am 14. Februar 1996, zwei Wochen nach ihrem 91. Geburtstag, in einem Londoner Hospiz. Nach ihrem Tod gab es noch acht Überlebende des Untergangs der Titanic, die aber alle zum Zeitpunkt des Unglücks zu jung gewesen waren, um sich daran erinnern zu können. Daher galt Hart bis zu ihrem Tod als letzte Überlebende, die sich an das Unglück erinnern konnte.

## Ehrungen
1974 wurde Eva Hart für ihre Verdienste für die Öffentlichkeit und in der Politik der MBE verliehen.
Ihr zu Ehren trägt ein Pub der Kette Wetherspoon in Chadwell Heath den Namen „The Eva Hart“.

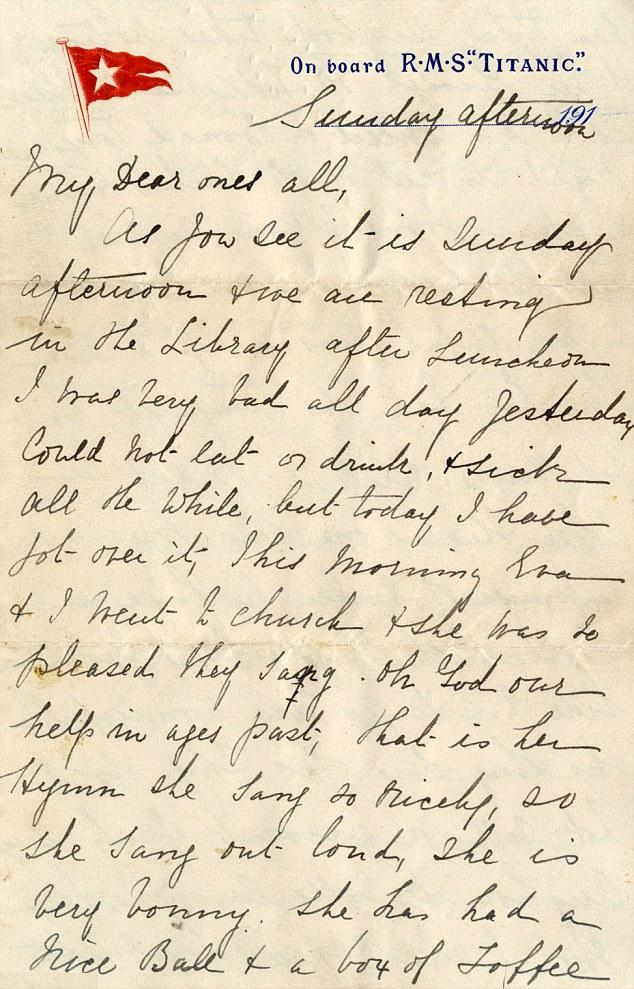
Brief, den Eva und ihre Mutter Esther am Abend des Untergangs der Titanic an Evas Großmutter schrieben. Er blieb nur erhalten, weil er sich im Jackett von Evas Vater Benjamin befand, das dieser Eva gab, um sie zu wärmen. Der Brief wurde 2014 für 119 000 £ auf einer Auktion verkauft.

## Sonstiges
- Der IMAX-Dokumentarfilm Titanica (1992), der zweite IMAX-Dokumentarfilm in Spielfilmlänge überhaupt, enthält Interviews mit Hart.[14]
- Das 2012 erschienene Kinderbuch Eva and Little Kitty on the Titanic basiert auf Harts Bericht vom Untergang der Titanic.[15]
- In einer Szene von James Camerons Spielfilm Titanic (1997) sagt ein Vater zu seiner Tochter: „Halte Mamas Hand und sei ein braves Mädchen“. Dies ist eine Referenz auf Harts Vater Benjamin, der in der Nacht des Schiffsunglücks ganz ähnliche Worte sagte, als er Eva in ein Rettungsboot setzte. Ein Behind-The-Scenes-Dokumentarfilm (1997) über den Spielfilm enthält auch ein Interview mit Eva Hart.[16]